# إلوود زيمرمان
إلوود زيمرمان (بالإنجليزية: Elwood Zimmerman)‏ هو عالم حشرات أمريكي، ولد في 8 ديسمبر 1912 في سبوكين في الولايات المتحدة، وتوفي في 18 يونيو 2004.